# Президент Алжира
Президент Алжира (араб. رئيس الجزائر‎) — глава Алжирской Народной Демократической Республики с 1962 года. Возглавляет исполнительную власть в стране.

## Требования к кандидатам в президенты
Для избрания на пост президента Республики кандидат должен:
- иметь исключительно алжирское гражданство и происхождение;
- быть мусульманином;
- быть в возрасте не менее 40 лет ко дню избрания;
- пользоваться всеми гражданскими и политическими свободами;
- представить свидетельство того, что супруг кандидата является гражданином Алжира;
- подтвердить участие в революции 1 ноября 1954 года для кандидатов, родившихся до июля 1942 года;
- подтвердить неучастие родителей кандидата, родившегося после июля 1942 года, в актах, враждебных революции 1 ноября 1954 года;
- представить публичную декларацию о своем движимом и недвижимом имуществе в Алжире и за его пределами.

Продолжительность мандата президента составляет пять лет. Президент Республики может быть переизбран только один раз.

## Вступление в должность
Президент Республики принимает присягу перед народом в присутствии всех высших инстанций нации в течение недели, следующей за его избранием. Он вступает в должность с момента принятия присяги.
Президент Республики произносит следующую клятву:
Во имя Аллаха, милостивейшего и милосердного, помня о великих жертвах, о павших героях и ценностях Ноябрьской революции, клянусь уважать исламскую религию, защищать Конституцию, обеспечивать непреходящий характер государства, работать над обеспечением необходимых условий для нормального функционирования учреждений и конституционного порядка, буду стремиться к укреплению демократического процесса, уважать свободу выбора народа, обеспечивать соблюдение законов и решений государственных органов, сохранять территориальную целостность государства, единства народа и нации, защищать свободы и основные права человека и гражданина, неустанно бороться за прогресс и процветание народа, за достижение высших идеалов справедливости, за свободу и мир на планете.

## Полномочия
Президент Алжира:
- Является верховным главнокомандующим всех вооруженных сил Республики;
- Является министром обороны;
- Определяет и проводит внешнюю политику страны;
- Председательствует в Совете министров;
- Назначает главу правительства и прекращает его полномочия;
- Подписывает президентские указы;
- Обладает правом помилования, отсрочки и смягчения наказания;
- Может обращаться к народу посредством референдума по любому вопросу, имеющему национальное значение;
- Заключает и ратифицирует международные договоры;
- Назначает: на должности, предусмотренные Конституцией; на гражданские и военные должности в государстве; на должности, установленные в Совете министров; председателя Государственного совета; генерального секретаря правительства; управляющего Банком Алжира; судей; руководителей органов безопасности;
- Не может делегировать полномочия назначения главы правительства и членов правительства, а также председателей и членов конституционных учреждений, для которых другая форма назначения не предусмотрена Конституцией;
- Объявляет чрезвычайное положение в стране при возникновении непосредственной угрозы для государственных учреждений, независимости и территориальной целостности;
- Во время действия чрезвычайного положения при согласии Высшего совета безопасности и после консультаций с председателем Национальной народной ассамблеи и председателем Совета нации объявляет на заседании Совета министров о всеобщей мобилизации;
- Объявляет о состоянии войны в случае действительной или непосредственно угрожающей агрессии на заседании Совета министров, при согласии Высшего совета безопасности, после консультаций с председателем Национальной народной ассамблеи и с председателем Совета нации;
- Выносит изданные им указы на утверждение каждой из палат парламента во время следующей сессии;
- Может потребовать второго чтения принятого закона в 30-дневный срок после его принятия;
- Может направить послание парламенту;
- Возглавляет Высший Судебный Совет страны;
- Назначает Председателя Конституционного Совета сроком на 6 лет;
- Созывает Конституционный Совет;
- Может проявить инициативу по изменению Конституции;
- Вводит в действие изменения в Конституцию;
- Может отложить вступление в силу законов, принятых по инициативе депутатов, до их утверждения Национальным советом.

## Список президентов
|   | Портрет             | Имя                                                                                            | Вступил в должность | Покинул должность | Политическая партия              | Выборы              |
| - | ------------------- | ---------------------------------------------------------------------------------------------- | ------------------- | ----------------- | -------------------------------- | ------------------- |
| 1 |                     | Ахмед Бен Белла (1918—2012) араб. أحمد بن بلّة‎} настоящее имя Мухаммад Ахмад Бин Балла          | 17 сентября 1963    | 19 июня 1965      | Фронт национального освобождения | 1963                |
| 2 |                     | полковник Хуари Бумедьен (1932—1978) араб. هواري بومدين‎ настоящее имя Мохаммед Брахим Букаруба | 19 июня 1965        | 27 декабря 1978   | Фронт национального освобождения | 1976                |
| 3 |                     | полковник Шадли Бенджедид (1929—2012) араб. شاذلي بن جديد‎}                                     | 9 февраля 1979      | 11 января 1992    | Фронт национального освобождения | 1979 1984 1988      |
| 4 | Liamine Zéroual.jpg | генерал Ламин Зеруаль (род. 1941) араб. اليمين زروال‎}                                          | 30 января 1994      | 27 апреля 1999    | Беспартийный, НДО                | 1995                |
| 5 |                     | Абдель Азиз Бутефлика (1937—2021) араб. عبد العزيز بوتفليقة‎}                                   | 27 апреля 1999      | 2 апреля 2019     | Фронт национального освобождения | 1999 2004 2009 2014 |
| 6 |                     | Абдельмаджид Теббун (род. 1945) араб. عبد المجيد تبون‎}                                         | 19 декабря 2019     | действующий       | Фронт национального освобождения | 2019                |